# Neue Juristische Wochenschrift
Die Neue Juristische Wochenschrift (NJW) ist die auflagenstärkste Zeitschrift für die juristische Theorie und Praxis in Deutschland und wird vor allem von Rechtsanwälten, Notaren, Richtern, Rechtspflegern, Rechtsreferendaren und Studenten der Rechtswissenschaft gelesen.
Die Fachzeitschrift wird im Verlag C. H. Beck von Rechtsanwälten in einer wöchentlichen Auflage von gut 30.000 Exemplaren herausgegeben. Die Redaktion hat ihren Sitz in Frankfurt am Main. Die im Offsetdruckverfahren erscheinende NJW gibt den größten Stellenmarkt für Juristen heraus.

## Geschichte
Die NJW wurde 1947 vom Biederstein Verlag, München als Anwaltszeitschrift gegründet. Gründungsherausgeber waren Walter Lewald, Valentin Heins und Josef Cüppers. Da die Zeitschrift in allen damaligen drei westlichen Besatzungszonen erscheinen sollte, wurde die Redaktion nicht am Verlagssitz in München, sondern in Frankfurt am Main angesiedelt. Die erste Ausgabe erschien im Oktober 1947. Der allererste Aufsatz in der NJW stammte aus der Feder von Lewald und trug den Titel „Freiheit der Advokatur – die wir meinen“. Entgegen der Bezeichnung als Wochenschrift erschien die Zeitschrift zunächst nur monatlich (erst ab 1953 wöchentlich).
Trotz der Namensähnlichkeit hat die NJW nichts mit der bis 1939 existierenden Juristischen Wochenschrift zu tun, die bis zum Zweiten Weltkrieg das Organ des Deutschen Anwaltvereins war und im Verlag Moeser, Leipzig erschien. Mit der Namensgebung der NJW sollte aber „an die Tradition der alten ‚Juristischen Wochenschrift‘ angeknüpft werden“. Die Verwendung des Namensbestandteils „Juristische Wochenschrift“ wurde dem Verlag Ende 1947 durch eine einstweilige Verfügung vorübergehend untersagt, weshalb die ersten Ausgaben des Jahres 1948 nur unter dem Titel Neue Juristische erschienen.
Seit der Wiederaufnahme des Geschäftsbetriebs des Verlags C. H. Beck (damals: C. H. Beck’sche Verlagsbuchhandlung) in München 1949 erscheint die NJW in diesem Verlag, der Redaktionssitz blieb jedoch weiterhin in Frankfurt. Als Heft 42/2017 (Seiten 3025–3112) erschien am 12. Oktober 2017 das Jubiläumsheft 70 Jahre NJW.

## Inhalte
In die Zeitschrift aufgenommen werden im etwa je hälftigen Anteil vor allem Artikel und redaktionell aufgearbeitete Gerichtsentscheidungen von allgemeiner Bedeutung für die akademische Rechtsanwendung. Um den Umfang der Zeitschrift angesichts der stetigen Zunahme relevanter Themen überschaubar zu halten, wurden nach und nach vom Verlag Spezialtitel geschaffen, etwa für das Strafrecht die Neue Zeitschrift für Strafrecht (NStZ), für das Verwaltungsrecht die Neue Zeitschrift für Verwaltungsrecht (NVwZ) und für das Arbeitsrecht die Neue Zeitschrift für Arbeitsrecht (NZA). Bislang verblieben ist das allgemeine Zivilrecht, das dementsprechend einen gewissen Schwerpunkt einnimmt.
Ausgegliedert in den NJW-Rechtsprechungs-Report (NJW-RR) wurde der Abdruck der großen Zahl wichtiger Gerichtsentscheidungen, für deren vollständigen Abdruck in der NJW nicht genügend Raum ist. NJW-RR erschien zunächst als Beilage zur NJW, später als eigens zu beziehendes Periodikum und hat inzwischen eigenständige, nach Fachgebieten gegliederte Schwesterzeitschriften (NVwZ-RR, NStZ-RR und NZA-RR).
Der NJW beigelegt wurde zudem seit 1968 die eigenständige Zeitschrift für Rechtspolitik (ZRP), die achtmal im Jahr erscheint, seit Anfang 2013 aber separat zu beziehen ist. Seit dem Jahr 2004 liegt der NJW jede Woche die NJW-aktuell (als mitgehefteter Mantelteil) und (lose beigefügt) alle zwei Wochen die NJW Spezial (Untertitel: Die wichtigsten Informationen zu zentralen Rechtsgebieten; früher: „Die wichtigsten Informationen zu speziellen Rechtsgebieten“) bei, die nicht gesondert bezogen werden kann. Sie enthält aus den praktisch bedeutsamsten Rechtsgebieten kurze Artikel und Zusammenfassungen von Entscheidungen, jedoch keine Entscheidungen im vollen Wortlaut.

## Zitierweise
Der Zitierweise der NJW liegt die Redaktionsrichtlinie des Verlags für die Gestaltung von Zeitschriften (Stand: 1. Juli 2018) zugrunde. Auf einzelne Artikel verweist man üblicherweise durch Angabe des Autors oder Spruchkörpers, des Kürzels „NJW“, des Erscheinungsjahres und der Seite. Insbesondere bei gerichtlichen Entscheidungen wird teilweise auch die Abkürzung S. für Seite weggelassen. So steht beispielsweise die Angabe „BVerfG NJW 2003, 3111 ff.“ für ein Urteil des Bundesverfassungsgerichts („Lehrerin mit Kopftuch“), das 2003 auf den jahrgangsweise durchgängig gezählten redaktionellen Seiten 3111 und folgende abgedruckt wurde.